# Керніт
Керніт — мінерал класу боратів.

## Етимологія та історія
Керніт вперше був знайдений у родовищі боратів Rich Station в переписній місцевості Борон в окрузі Керн, Каліфорнія, і був описаний у 1927 році американським мінералогом Вальдемаром Теодором Шаллером, який назвав мінерал за місцем знахідки (округ Керн).
Типовий матеріал мінералу зберігається в Гарвардському університеті поблизу Кембриджу, штат Массачусетс (реєстраційний номер 88508) та Національному музеї природної історії Вашингтону, округ Колумбія, США (реєстраційний номер 95643).

## Загальний опис
Водний борат натрію острівної будови Na2B4О7•4Н2О.
Містить (%): Na2О — 22,65; B2О3 — 50,8; Н2О — 26,55.
Сингонія моноклінна.
Утворює подовжені або клиноподібні кристали, волокнисті, зернисті агрегати.
Спайність довершена у трьох напрямках.
Колір безбарвний або білий.
Блиск скляний.
Твердість 2,5—3,0.
Густина 1,904—1,918.
Асоціація: бура, ініоїт, улексит, колеманіт.
Зустрічається у вулканогенно-осадових родовищах бору. Входить до складу борних руд. Виявлений у соляних родовищах Керн, шт. Каліфорнія, США. Крім того, знайдений на родовищі бури Тінкалаю, Салар-дель-Хомбре Муерто, провінція Сальта, Аргентина. Копальня «Кірка», провінція Ескішехір, Туреччина.